# Carolina Cannonball
Carolina Cannonball é um filme estadunidense de 1955, dos gêneros comédia musical e ficção científica, dirigido por Charles Lamont.

## Elenco
- Judy Canova como Ela mesma
- Andy Clyde como Vovô Rutherford Canova
- Ross Elliott como Don Mack
- Sig Ruman como Stefan
- Leon Askin como Otto
- Jack Kruschen como Hogar
- Frank Wilcox como Professor
- Emil Sitka como Técnico